# Älväxing
Älväxing (Sesleria uliginosa) är en växtart i familjen gräs.
Synonym Sesleria coerulea.
Många stavningsvarianter och olika kombinationer därav:

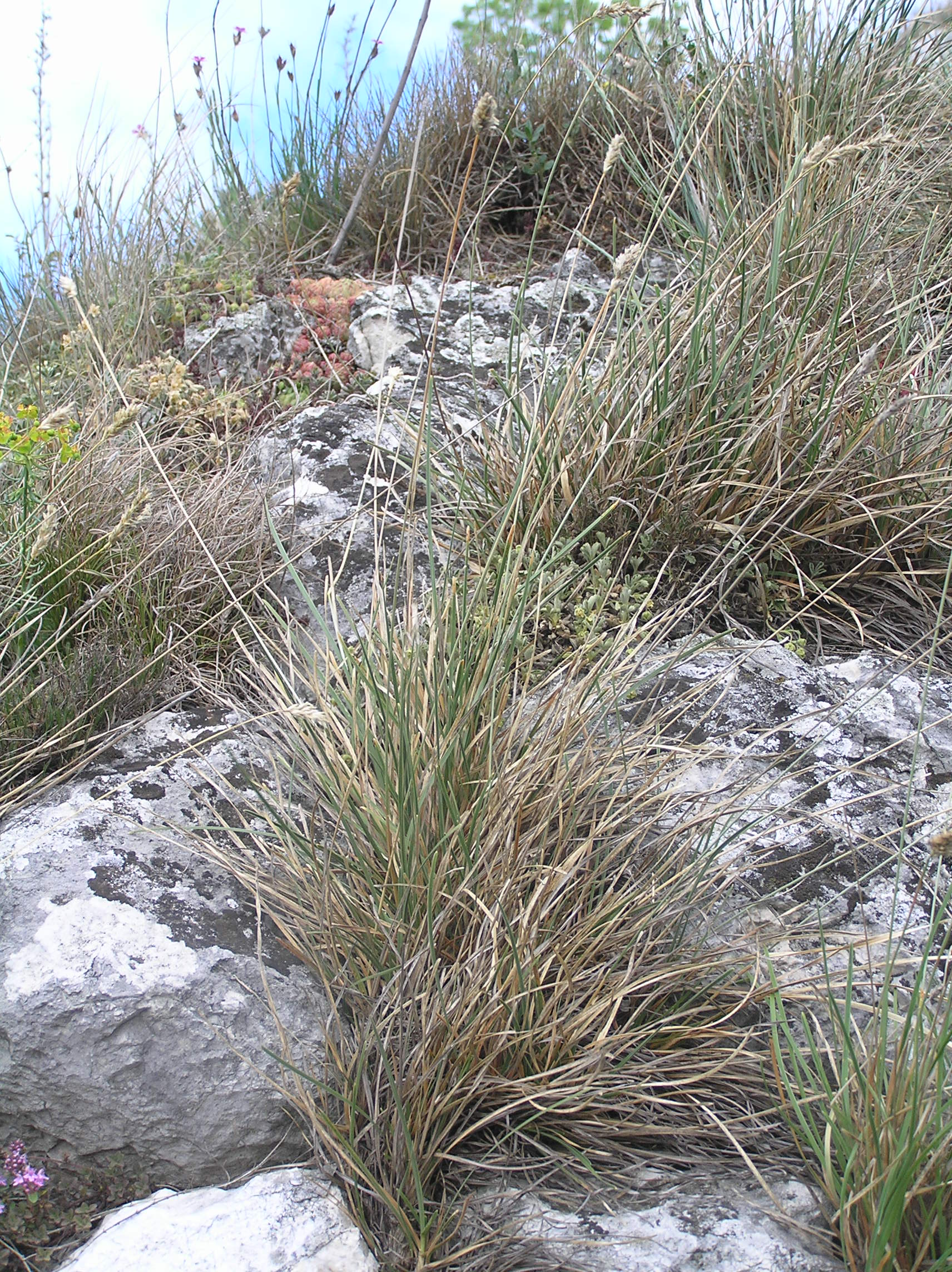
Älväxing i tuvor

- Sesleria/Sessleria
- coerulea/caerulea

## Beskrivning
Älväxing växer i tuvor med bredd ca 15 cm, höjden är ca 20 cm. Bladen är ca 3 mm breda, på översidan blåaktiga, på undersidan mörkgröna. Blommar mycket tidigt på våren, kan komma redan i mars.
Växtsättet karaktäriseras därav att fröna sprids utåt från moderplantan, som sedan dör, och jorden blir därefter otjänlig för fröns groning. Det är inte vetenskapligt klarlagt varför jorden blir så att säga förgiftad för avkomman. Resultatet blir att spridningen blir i ringar som år efter år växer utåt och blir allt större. Fenomenet påminner om det som sker med vissa svampar, som kan bilda s.k. häxringar. När det gäller älväxingen kallas ringarna i folktron älvringar, därav namnet älväxing.

## Utbredning
Älväxing växer sparsamt i Norden, i Sverige från Skåne upp till södra Norrland och finns på Åland och i södra Norge.

## Biotop
Älväxing trivs på hård, fuktig ängsmark av kalk- och lerjordskaraktär. Att älväxing är kalkälskande återspeglas i artens danska namn: Kalk-blåaks. Som odlad klarar den sig bra i normal trädgårdsjord i soliga och halvskuggiga lägen. Den är vinterhärdig.

## Folktro
Älväxing trivs på fuktig mark där det svala, stilla sommarnätter gärna bildas dimma, som rör sig fram och tillbaka i vågor i lätt vind: Älvorna dansar. I folktron menade man att det var ljusalfer, som är en sorts älvor, som orsakade ringen av älväxing. I Närke har älväxingen därför kallats älvdansgräs.